# Arvid Knutsson (Sparre över stjärna)
Arvid Knutsson (sparre över stjärna), ibland idag felaktigt för Arvid Knutsson (Drake af Intorp), född på 1440-talet, död försommaren 1497, var ett svenskt riksråd, lagman och häradshövding.

## Biografi
Arvid Knutsson föddes på 1440-talet. Han var son till häradshövdingen Knut Arvidsson (Sparre över stjärna) i Kinds härad och Christina Gunnarsdotter (Gylta). Arvid Knutsson var från 1472 till 1481 fogde på Kalmar slott åt Sten Sture och 1478 riksföreståndarens intyga, att han gjort reda och riktig räkning för sig under den tid som han tjänat honom. Han blev senare väpnare och var lagman i Tiohärads lagsaga från slutet av 1470-talet till sin död. Arvid Knutsson var 17 augusti 1482 riksråd och häradshövding i Kinds härad. Hanvar under år 1490 hövistman på Öresten och från 1493. Arvid Knutsson avled försommaren 1497.
Knutsson var lagman i Tiohärads lagsaga från 1475 intill sin död 1497. Han var riksråd 1483, troligen från 1477. Han var häradshövding i Kinds härad från 1483 och hövitsman på Öresten från början av 1490-talet.

### Egendom
Arvid Knutsson ägde Torpa i Länghems socken, Intorp, Lina i Väckelsångs socken och Toftaholm i Dörarps socken.

### Familj
Arvid Knutsson gifte sig 25 augusti 1477 på Toftaholm med Anna Gustafsdotter (Stenbock) (död 1508), dotter till hövitsmannen Gustaf Olofsson (Stenbock, äldre ätten) på Älvsborgs slott och Ingrid Bengtsdotter (Vinstorpaätten). Anna Gustafsdotter var änka efter riddaren, riksrådet Fikke Gustafsson (Snedbjälke). Arvid Knutsson och Anna Gustafsdotter fick tillsammans barnen häradshövdingen Olof Arvidsson (Stenbock), väpnaren Bengt Arvidsson (levde 1509), häradshövdingen Knut Arvidsson i Sunnerbo härad, Gustaf Arvidsson (avled före 1508), Christina Arvidsdotter som var gift med väpnaren Claes Hansson (Uggla), Estrid Arvidsdotter som var gift med väpnaren och överbefälhavaren Peder Månsson (Stierna), Märta Arvidsdotter som var gift med väpnaren och häradshövdingen Olof Kristersson Drake i Västbo härad och Ingrid Arvidsdotter som var gift med fogden Nils Bagge i Sunnerbo härad.